# John J. Pettus

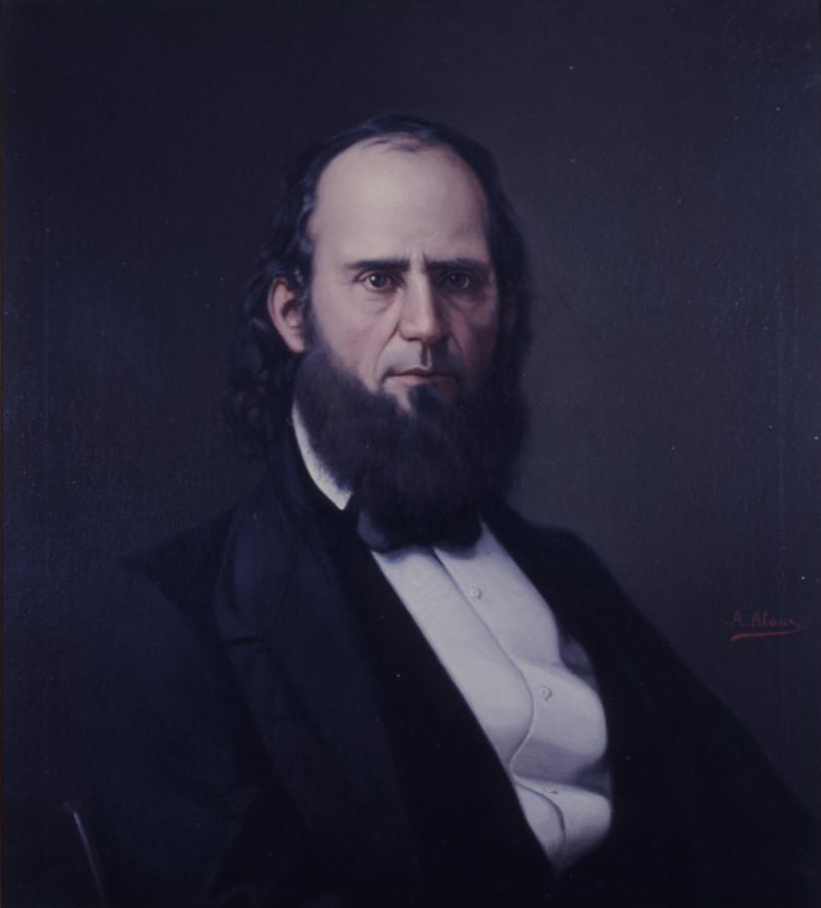
John J. Pettus

John Jones Pettus (* 9. Oktober 1813 im Wilson County, Tennessee; † 28. Januar 1867 im Pulaski County, Arkansas) war ein US-amerikanischer Politiker und im Jahr 1854 sowie zwischen 1859 und 1863 Gouverneur des Bundesstaates Mississippi.

## Frühe Jahre und politischer Aufstieg
John Pettus besuchte die öffentlichen Schulen seiner Heimat in Tennessee. Nach seinem Umzug in den Staat Mississippi begann er eine politische Laufbahn. Pettus wurde Mitglied der Demokratischen Partei. Zwischen 1846 und 1848 war er Abgeordneter im Repräsentantenhaus von Mississippi und von 1848 bis 1858 gehörte er dem Staatssenat an. In dieser Eigenschaft musste er zwischen dem 5. und 10. Januar 1854 die Zeit zwischen dem Rücktritt von Gouverneur Henry Stuart Foote und dem Amtsantritt des neuen Gouverneurs John Jones McRae überbrücken. Pettus war ein radikaler Anhänger der Südstaaten.

## Gouverneur von Mississippi
Am 3. Oktober 1859 wurde John Pettus dann nach seiner eigenen Kandidatur zum neuen Gouverneur seines Staates gewählt. Nach einer Wiederwahl im Jahr 1861 konnte er dieses Amt zwischen dem 21. November 1859 und dem 16. November 1863 ausüben. Am 9. Januar 1861 trat Mississippi aus der Union aus und schloss sich kurz darauf als Gründungsmitglied den Konföderierten Staaten an. Im nun beginnenden Bürgerkrieg unterstützte Gouverneur Pettus die Konföderation nach Kräften. Der Staat Mississippi stellte Soldaten, Waffen und Nachschub für die Armee.

## Weiterer Lebenslauf
Nach Ablauf seiner Gouverneurszeit trat John Pettus in die Armee der Konföderation ein. Aufgrund seiner radikalen Haltung vor und während des Bürgerkriegs wurde Pettus nach dem Krieg eine Amnestie verweigert. Er wurde von den Truppen der Union zur Fahndung ausgeschrieben. Daher befand er sich auf der Flucht, die ihn schließlich nach Arkansas führte. Dort ist er im Januar 1867 verstorben. John Pettus war zweimal verheiratet und hatte insgesamt vier Kinder. Sein jüngerer Bruder Edmund vertrat den Staat Alabama im US-Senat.